# Delta-v

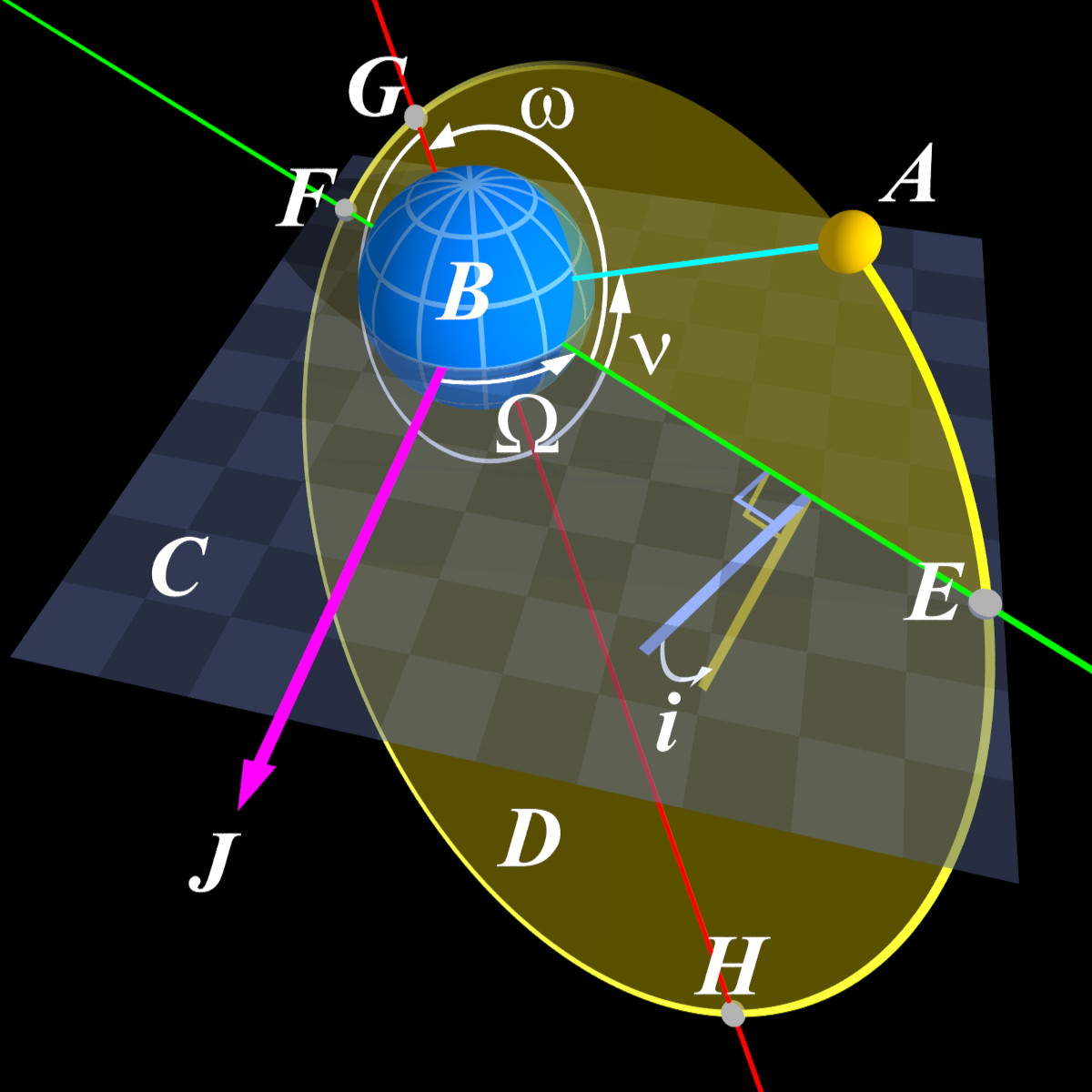
Imagem raytraced mostrando os conceitos de inclinação (i), longitude do nó ascendente (Ω), argumento do periápsis (ω) e anomalia verdadeira (ν) para um objeto "menor" em uma órbita elíptica ao redor de um objeto maior

Delta-v (ou Δv) é um termo utilizado em astrodinâmica. É um valor escalar medido em unidades de velocidade. É a medida da quantidade de "esforço" necessário para efetuar uma manobra orbital para mudar de uma trajetória para outra.
Um Delta-v é produzido pelo uso de propelentes por Motor a reação produzindo um propulsão que vai acelerar o veículo.